# Коркодинов, Пётр Дмитриевич
Пётр Дми́триевич Коркодинов (4 июля 1894 — 26 марта 1969) — российский и советский военный деятель, участник Гражданской и Великой Отечественной войн, начальник штаба 39-й армии, заместитель начальника ВАФ, генерал-майор(1.10.1942).

## Биография
Родился 4 июля 1894 года в городе Кунгур Российской Империи.
На службе в армии с 1 марта 1915 года. На командных должностях в Красной армии добровольно с августа 1918 года.
Участник Гражданской войны, входил в Корпус офицеров Генерального штаба.
Поручик, год окончания Военной Академии (имеется в виду — потом «имени М. В. Фрунзе») (причисления к Генеральному штабу) — 1921 год.
С 1921 года — начальник оперативного управления штаба Приуральского военного округа.
Много внимания уделял разработке военно-теоретических проблем применения танковых войск в конце 30-х годов.

### В Великую Отечественную войну
С 2.11.1941 года — начальник штаба 39-й армии.
Имеет боевой опыт Гражданской и Великой Отечественной войны
Обладает оперативно-тактической подготовкой, боевым опытом, хорошо знает учебный процесс академии.
Как лучший преподаватель выдвинут на должность заместителя начальника академии по научной и учебной работе. В учебном процессе достигнута плановость, большая организованность, работа кафедр поставлена правильно, научная работа подчинена задачам повышения качества учебного процесса.
Лично ведет, наряду с большой административной работой, научно-педагогическую работу на высоком уровне, считается одним из лучших лекторов.
За всю свою долголетнюю службу в Красной АРМИИ аттестовался положительно.
В Отечественной войне был на фронте на оперативной работе в штабе Маршала Ворошилова в должности начальника штаба 39 Армии.
В связи с двадцатипятилетием Академии им. Фрунзе и активную борьбу с немецкими фашистами в Отечественную войну награждён орденом Красного Знамени.
После ВАФ работал в Главном Оперативном управлении Генерального Штаба ВС СССР.
Умер 26 марта 1969 года.

## Награды
- Орден Ленина (ноябрь 1950)[6]
- Ордена Красного Знамени (7.12.1943)[4]
- Ордена Красного Знамени (03.11.1944)[7]
- Ордена Красного Знамени (ноябрь 1950)[7]
- Ордена Красного Знамени
- Орден Красной Звезды
- Орден Красной Звезды
- Медаль «За оборону Ленинграда» (14.08.1943)[8]
- Медаль «За победу над Германией в Великой Отечественной войне 1941—1945 гг.» (9 мая 1945[9])[10]

## Память
- Его имя увековечено в Главном Храме Вооружённых сил России, и навсегда запечатлено на мемориале «Дорога памяти».
- На могиле установлен надгробный памятник.